# Заичкин, Геннадий Александрович
Геннадий Александрович Заичкин (1908—1963) — советский артист оперетты.

## Биография
Родился в 1908 году. Артист МТО. Умер 28 апреля 1963 года.

## Театральные работы
- «Поцелуй Чаниты» Ю. С. Милютина — Вандервуд
- «Трембита» Ю. С. Милютина — Атанас

## Фильмография
- 1954 — Анна на шее — Щёголев
- 1960 — Рыжик — Андрей-воин

## Награды и премии
- Сталинская премия второй степени (1950) — за исполнение партии Атанаса в опереттном спектакле «Трембита» Ю. С. Милютина (1949) на сцене МТО